# 로마 대상

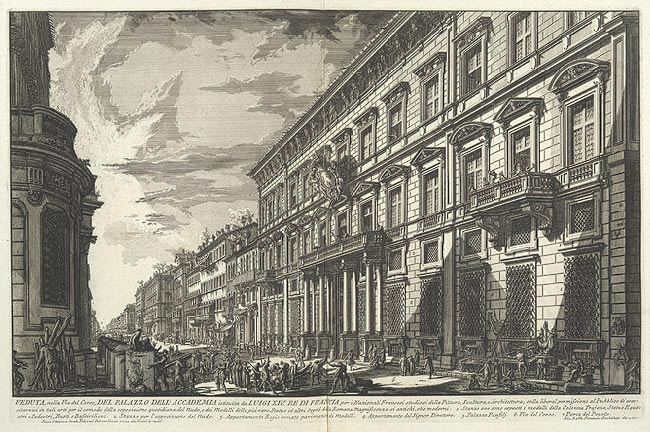
1725년부터 아카데미의 본거지였던 로마의 팔라초 만치니(Palazzo Mancini). 조반니 바티스타 피라네시의 1752년 에칭 작품

로마 대상(프랑스어: Prix de Rome) 또는 로마 그랑프리(프랑스어: Grand Prix de Rome)는 루이 14세 통치 기간인 1663년에 설립된 미술 학생을 위한 프랑스 장학금으로, 처음에는 화가와 조각가를 위한 장학금이었다. 수상자에게는 국가 예산으로 3~5년 동안 로마에 머물 수 있는 장학금이 수여되었다. 로마 대상은 1720년에 건축, 1803년에 음악, 1804년에 조각으로 확대되었다. 음악상은 파리 음악원의 작곡과 학생 중에서 선발된다. 이 권위 있는 상은 1968년 5월 문화 변화를 촉구하는 폭동 이후 당시 문화부 장관이었던 앙드레 말로에 의해 폐지되었다.